# 베니 전투
베니 전투는 초기 역사적인 촐라 왕국의 통치자인 카리칼라가 판디아-체라 연합군을 상대로 벌인 군사 전투이다. 베니는 오늘날 남인도 탄자부르 인근의 코빌벤니와 동일시된다.
어린 나이에 카리칼라가 즉위하자 촐라 영토에서 내전이 벌어졌다. 카리칼라가 경쟁자들을 물리치고 영토에 대한 그의 지배력을 확립하는 데 성공했을 때, 이웃한 체라와 판디아 통치자들은 이를 기회로 보았다. 두 통치자들은 두 주요 통치자들을 제외한 11명의 벨리르 족장들을 포함한 연합을 형성했고 촐라 영토를 침략했다. 비록 카리칼라가 그의 뛰어난 전략으로 베니에서 벌어진 전투에서 동맹에 참패를 입혔지만, 일반적으로 촐라의 동맹이었던 벨리르들조차 카리칼라에 대항한 이유는 불분명하다. 전투 이후, 체라의 왕 우티얀 체랄라탄은 스스로 굶어 죽었다.
그 전투는 일반적으로 역사적인 것으로 여겨지며 대략 130년으로 거슬러 올라간다.

## 참고 문헌
- Sastri, K. A. Nilakanta. 《A History of South India: From Prehistoric Times to the Fall of Vijayanagar》. 113쪽.